# Bernhard Øverland
Pour les articles homonymes, voir Øverland et Overland.
Bernhard Martinus Øverland (né le 27 décembre 1845 à Trondheim, mort le 5 décembre 1916 à Stjørdal) était un gestionnaire et politicien norvégien ayant appartenu au parti Venstre.
Il a vécu à Stjørdal la majeure partie de sa vie et fut très actif dans la vie politique de la commune et représentait l'aile gauche de son parti. Øverland a toujours obtenu plus de soutien des artisans et des ouvriers de Stjørdalshalsen que des grands propriétaires terriens des villages alentour comme c'était le cas de Jon Olav Arnstad. Øverland fut maire de la commune puis député au Storting.

## Mandats électoraux

### Commune de Stjørdal
- élu au conseil municipal (1878 à 1907)
- maire (de 1884 à 1889 puis de 1892 à 1907)

### Storting
- suppléant (de 1895 à 1900)
- parlementaire (de 1907 à 1909).